# MÁV V44 sorozat
A MÁV V44 sorozat a MÁV részére szállított kísérleti villamosmozdony-sorozat. Két darab készült el belőle. Beceneve „Radony”, a „Ratkovszky-mozdony” lerövidített alakja.

## Története
A MÁV 1939-ben – elsősorban személyszállító vonatok továbbítására – megrendelt a Ganz gyárnál két egyedi hajtású fázis- és periódusváltós villamosmozdonyt. A mozdony járműszerkezeti részét a MÁVAG gyártotta. A Secheron típusú egyedi hajtás kiküszöbölte a Kandó-mozdonyok (MÁV V40 sorozat, MÁV V60 sorozat) rudazatos hajtásának hátrányait és lehetővé tette a mozdony sebességének növelését, de a Kandó-féle pólusátkapcsolós motorok beépítése a nagy méretek miatt nem volt megoldható, ezért a Ganz-gyár kidolgozta a Ganz-Kandó-Ratkovszky-féle fázis- és periódusváltós rendszert. Ezek a motorok nagy indítónyomatékuk, egyszerű szerkezetük miatt vasúti üzemre kiválóan alkalmasak voltak. A mozdony főkeretére támaszkodó négy vontatómotorja a négy hajtott kerékpárt rugalmas hajtással hajtotta. Az így megtervezett 2'Do2' tengelyelrendezésű 4000 LE-s (2940 kW) 125 km/h legnagyobb sebességű V44 sorozat első darabja 1943 áprilisában készült el. A mozdonyt mintegy egyéves próbaüzem után a MÁV átvette, és V44 001 pályaszámon üzemeltette, bár próbaútjai során mintegy 16 000 km-t tett meg, a tapasztalatok nem voltak maradéktalanul kedvezőek. Igaz, ez betudható a második világháború okozta rendkívüli viszonyoknak is. A sorozat második mozdonya a V44 002 közvetlenül elkészülte után bombatámadásban megsemmisült, üzembe nem is került. A háborúban a V440 001 mozdony is megsérült, és – noha károsodása ezt nem feltétlenül indokolta volna – 1953-ban selejtezték.

## Részegységei

### A fázisváltó
A fázisváltó lényegében megegyezik a MÁV V40 sorozat mozdonyain használtakkal, azonban a nagyobb teljesítményigény miatt a hosszát megnövelték. A fázisváltó állórészén kapott helyet a Scott-kapcsolású segédüzemi feszültséget szolgáltató tekercselés és a fűtőfeszültséget szolgáltató 1 kV-os tekercselés 700 V-os megcsapolással. A fázisváltóval közös tengelyen van a gerjesztőgép, illetve a fázisváltó indítását szolgáló segédfázisos aszinkron motor.

### A periódusváltó gépcsoport
A V40 sorozatú mozdonyokhoz képest újdonság a periódusváltó gépcsoport, amely egy négy pólusú periódusváltóból és az annak tengelyét hajtó 6, illetve 12 pólusú aszinkronmotorból áll.
A pólusváltó menetáttételezése eltér az 1:1-től, ezért alacsony motorfordulatszámnál lehetőség van a primer és szekunder oldal megcserélésére, ezzel a motorok kapocsfeszültségének megemelésére.
A kétféle póluspárral szerelt pörgetőmotor 4 gazdaságos fordulatszámon (kettő az egyik forgásirányban kettő a másikban) hajthatja a periódusváltó tengelyét, amely a hajtómotorok fordulatszámát is meghatározza.

### A hajtómotorok
A kerekeket három fázisú 4 pólusú aszinkron motorok hajtják, amelyeket a periódusváltó gépcsoport által előállított változó frekvenciájú áram táplál.

## A mozdony üzemmódjai

### 0. fokozat
A mozdony áll. Ilyenkor a periódusváltó kimeneti frekvenciája gyakorlatilag nulla, a tengelye szabadon forog, a periódusváltó forgórészét hajtó motor nem kap tápfeszültséget.

### 1. fokozat
A periódusváltó tengelyét a motor 6 pólusú beállítással a mágneses mező forgásirányának megfelelő irányban forog, a hajtómotorokat 16 2/3 Hz frekvenciával táplálja.

### 2. fokozat
A periódusváltó tengelyét a motor 12 pólusú beállítással a mágneses mező forgásirányának megfelelő irányban forog, a hajtómotorokat 33 1/3 Hz frekvenciával táplálja.

### 3. fokozat
A mozdony takarékfokozata. A hajtómotorok közvetlenül a fázisváltóról kapják a táplálást 50 Hz frekvenciával. Mivel a periódusváltó gépcsoport az áramkörből kimarad, a mozdony hatásfoka ennél a beállításnál a maximális.

### 4. fokozat
A periódusváltó tengelyét a motor 12 pólusú beállítással a mágneses mező forgásirányával ellentétes irányban forog, a hajtómotorokat 66 2/3 Hz frekvenciával táplálja.

### 5. fokozat
A periódusváltó tengelyét a motor 6 pólusú beállítással a mágneses mező forgásirányával ellentétes irányban forog, a hajtómotorokat 83 1/3 Hz frekvenciával táplálja.